# 日產方塊
日產方塊（Nissan Cube），是日本日產汽車在1998年推出的小型多用途車。此車型的特色是呈四方形的車身設計，故名為「方塊」（Cube）。

## 歷史

### 第一代（1998-2002年）

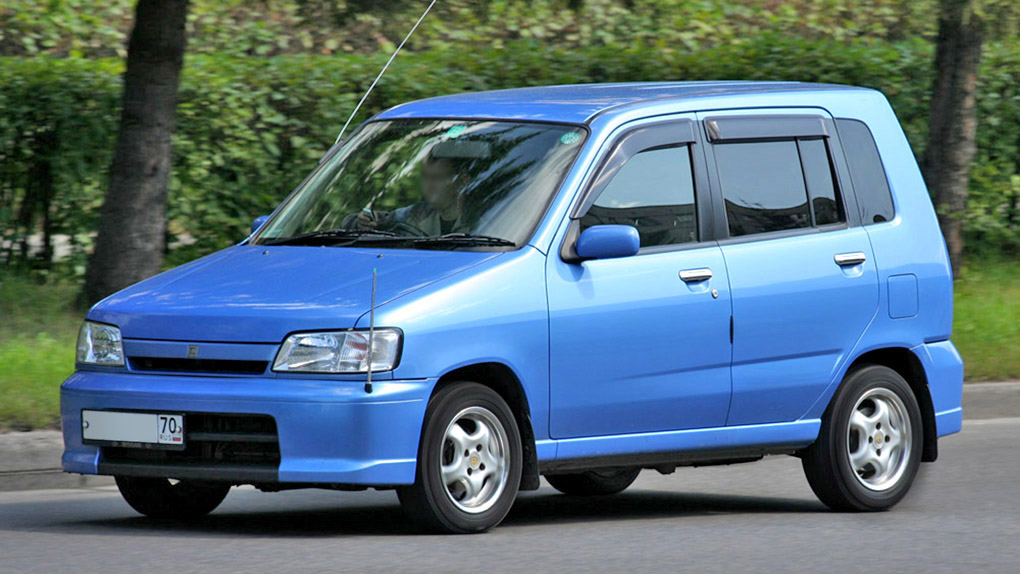
第一代日產方塊

第一代是於1998年登場。整車是以五門掀背車形式設計，外形相對保守，類似於一般輕自動車。它是與日產Micra屬同一生產平台，配備1.3升引擎，有無段自動變速器作選擇。
第一代主力於日本國內發售，只有少量以水貨形式被出口往香港。

### 第二代（2002-2008年）

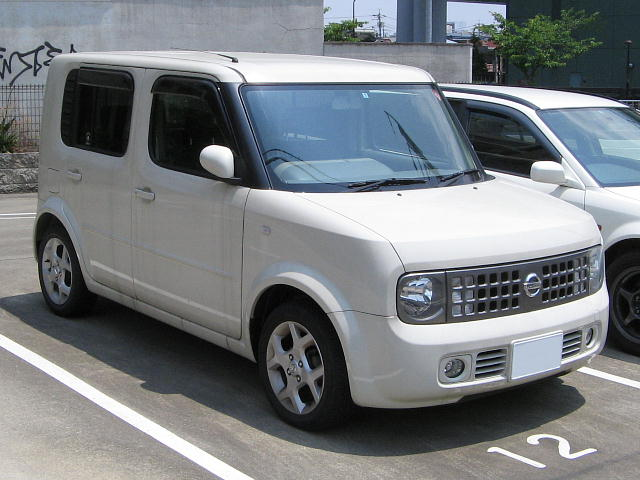
第二代日產方塊

第二代於2002年宣佈發售，整車設計與第一代有著極大分別。其體積相比第一代稍為變大，而且車身呈四方形，配有流線型稜角，以及非對稱的後車窗，使外形切合了其型號名「Nissan Cube」。與此同時乘客窗也有類似橢圓的弧度感，後門可以高開過車頂，便於在擁擠市區裝卸後車廂。
與第一代一樣，第二代有無段自動變速器作選擇。一如第一代，這款嶄新設計的車型，主力在日本本土和香港發售，但也有少量出口到美國、英國等歐美地區。

### 第三代（2008年-2020年）

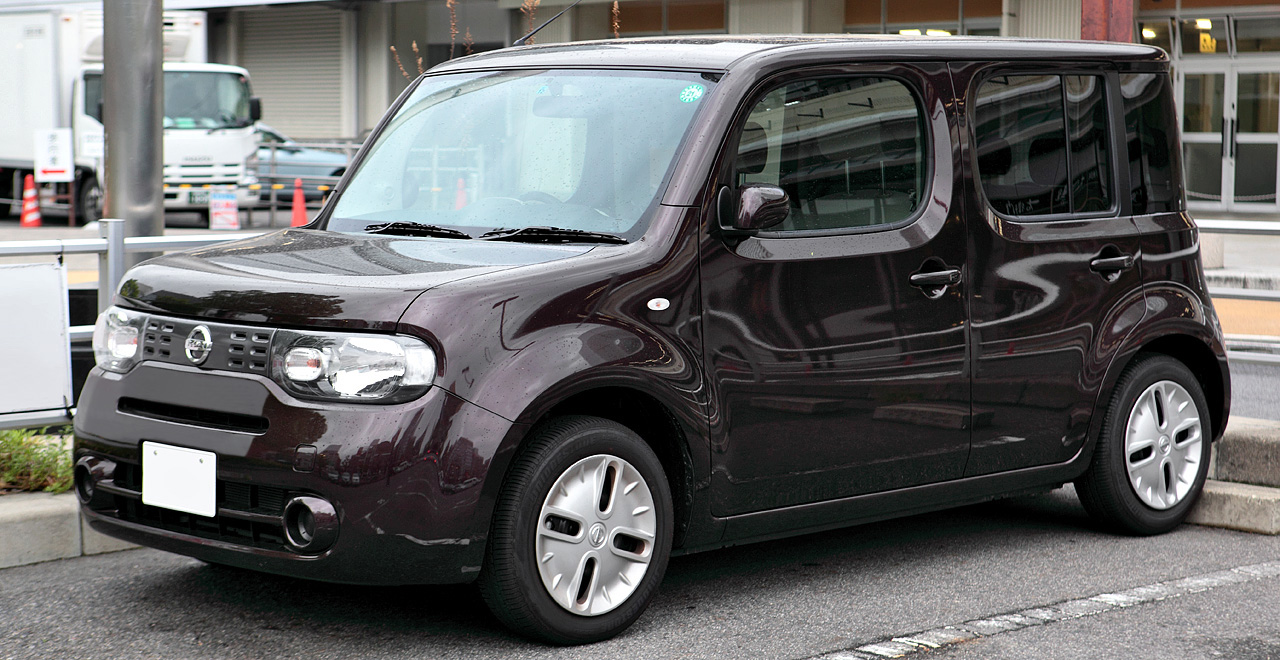
第三代日產方塊

第三代方塊車亮相於2008年11月19日洛杉磯車展，正式攻打歐美外銷市場。日本於2008年底上市，美國於2009年上市。
第三代承接了第二代的設計藍本，以帶有弧度的方塊外型為特徵。而其內部則有許多圓弧形設計，確保了車內空間。與此同時其他細節部分，例如喇叭罩和水杯架，都以圓潤造型設計。
Nissan還開闢了龐大多樣的周邊配備生產線，讓車主能夠作個人化的改裝，包括從車身空力套件，以至到車窗。單是保險桿就有40多種顏色選擇。車底和水杯架還可裝投射式LED燈，車內從天花板到地板的布樣花色都能換。
此外，該車型還獲得了2018年日本的好設計獎的LONG LIFE DESIGN獎。